# Philoponella nasuta
Philoponella nasuta är en spindelart som först beskrevs av Tord Tamerlan Teodor Thorell 1895.  Philoponella nasuta ingår i släktet Philoponella och familjen krusnätsspindlar. Inga underarter finns listade i Catalogue of Life.